# St. Nikolaus (Bisingen)

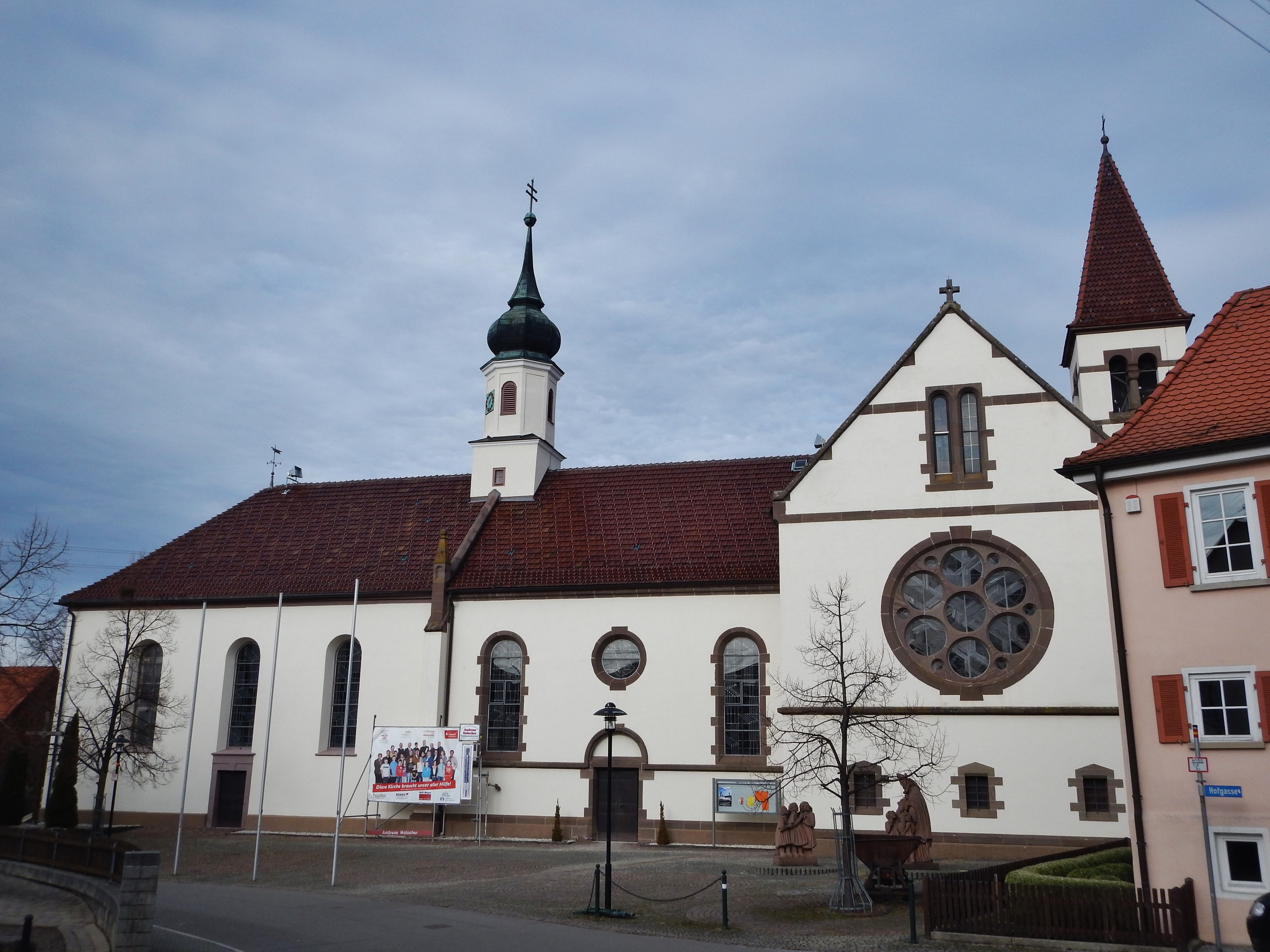
St. Nikolaus in Bisingen

Die römisch-katholische Pfarrkirche St. Nikolaus steht in Bisingen, einer Gemeinde im Zollernalbkreis in Baden-Württemberg. Die Kirchengemeinde gehört zum Erzbistum Freiburg. Die Kirche ist als Denkmal beim Landesamt für Denkmalpflege Baden-Württemberg eingetragen.

## Beschreibung
Die ursprüngliche Saalkirche wurde 1795 erbaut. Das Langhaus wurde 1900 hinter dem Dachreiter nach Osten verlängert, ein Querschiff und ein eingezogener, halbrund geschlossener Chor mit dem Chorflankenturm an der Nordwand angefügt. So entstand eine Kreuzkirche. Die Orgel wurde 1953 von Stehle Orgelbau errichtet.